# Zementklinker

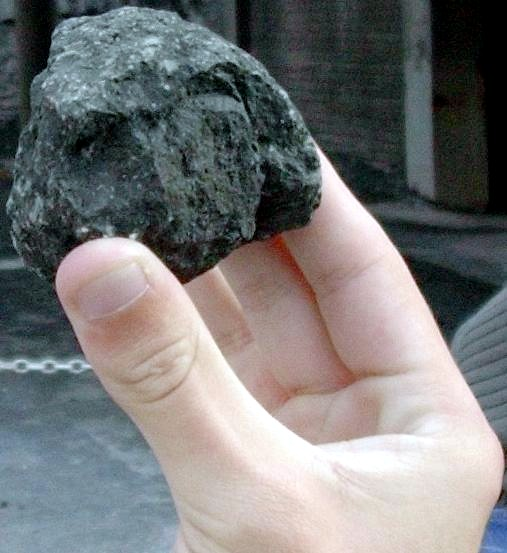
Zementklinker

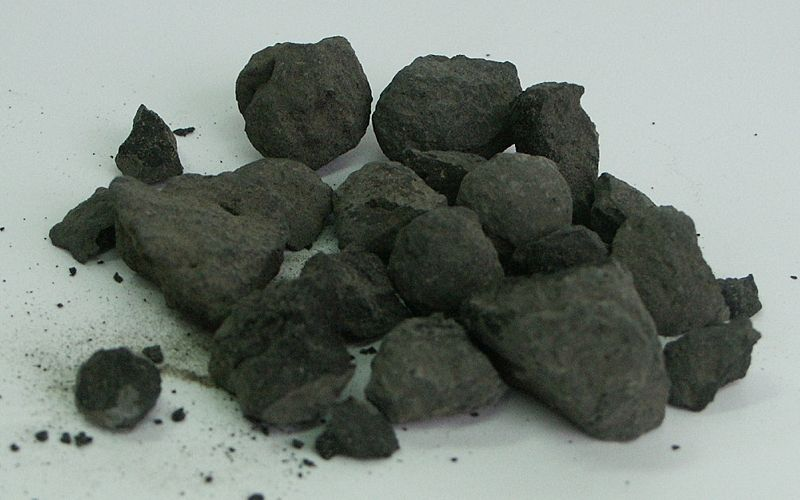
Zementklinker

Zementklinker (Portlandzementklinker, kurz: Klinker) ist der gebrannte Bestandteil des Zements, der für die Aushärtung unter Beimengung von Wasser zuständig ist. Die Bezeichnung Klinker stammt von der Ähnlichkeit zu hochgebrannten (gesinterten) Ziegeln (Klinkern).
Zementklinker ist jedoch nicht mit dem Ziegelprodukt zu verwechseln.
Die Zementklinkerproduktion ist Stand 2019 die drittgrößte Quelle für industrielle Treibhausgasemissionen in Deutschland, mit 20 Millionen Tonnen CO2-Äquivalent jährlich.
Als Ausgangsprodukte werden im Wesentlichen Tonminerale und Kalk eingesetzt, meist in Form ton- und kalkhaltiger Gesteine wie Kalkstein oder Mergel. Die Rohstoffe werden gemahlen und anschließend bei etwa 1.450 °C erhitzt, bis sie teilweise miteinander verschmelzen (Sintern). Das nun kugelförmige Material wird abgekühlt und erneut gemahlen, um Zement zu erhalten. Vor dem Brennen können Quarzsand und eisenoxidhaltige Stoffe zugefügt werden, um die Sinterung zu verbessern.
Um Zementsorten mit bestimmten Eigenschaften zu erhalten, können beispielsweise auch Hüttensand, Flugasche und Gips zugegeben werden.
Bei der Sinterung entstehen im Wesentlichen die vier Klinkerphasen:
- Tricalciumsilikat (Alit) C3S
- Dicalciumsilikat (Belit) C2S
- Tricalciumaluminat C3A
- Tetracalciumaluminatferrit C4AF

Der Klinker besteht hauptsächlich aus folgenden Phasen:
| Klinkerphase               | Chemische Formel                                               | Kurzformel                                          |
| -------------------------- | -------------------------------------------------------------- | --------------------------------------------------- |
| Tricalciumsilikat          | {\displaystyle \mathrm {3CaO\cdot SiO_{2}} }                   | {\displaystyle \mathrm {C_{3}S} } Alit              |
| Dicalciumsilikat           | {\displaystyle \mathrm {2CaO\cdot SiO_{2}} }                   | {\displaystyle \mathrm {C_{2}S} } Belit             |
| Tetracalciumaluminatferrit | {\displaystyle \mathrm {4CaO\cdot (Al_{2}O_{3},Fe_{2}O_{3})} } | {\displaystyle \mathrm {C_{4}(A,F)} } Brownmillerit |
| Tricalciumaluminat         | {\displaystyle \mathrm {3CaO\cdot Al_{2}O_{3}} }               | {\displaystyle \mathrm {C_{3}A} } Calciumaluminat   |
| freies CaO                 | {\displaystyle \mathrm {CaO} }                                 | - Freikalk                                          |

Die für die Aushärtung wichtigste Phase ist das Tricalciumsilikat, das die höchste Anfangshärte besitzt.
Die Bestimmung der Klinkerphasen erfolgt entweder durch Röntgendiffraktometrie oder die klassische Berechnung nach Bogue aus dem Gehalt der Hauptkomponenten.
Chemisch gesehen besteht der Portlandzementklinker aus folgenden Hauptkomponenten:
| Komponente                                     | Anteil durchschnittlich [Massen-%] |
| ---------------------------------------------- | ---------------------------------- |
| {\displaystyle \mathrm {CaO} }                 | 66,5                               |
| {\displaystyle \mathrm {SiO_{2}} }             | 21,5                               |
| {\displaystyle \mathrm {Al_{2}O_{3}+TiO_{2}} } | 05,5                               |
| {\displaystyle \mathrm {Fe_{2}O_{3}} }         | 02,5                               |

Die Hauptkomponente Alit bildet sich im Beisein einer Schmelzphase ab etwa 1250 °C. Um eine ausreichend vollständige Reaktion (Restfreikalkgehalt unter 1,5 %) zu erzielen, sind Temperaturen von etwa 1450 °C für eine Dauer von 5 Minuten notwendig; dabei sollten im Brennaggregat eine vorwiegend oxidierende Atmosphäre vorherrschen und die Vorprodukte Belit und Freikalk homogen vorliegen.